# Carlyle (Illinois)
Pour les articles homonymes, voir Carlyle.
La ville de Carlyle est le siège du comté de Clinton, dans l’État d’Illinois, aux États-Unis. Sa population s’élevait à 3 281 habitants lors du recensement de 2010, estimée à 3 208 habitants en 2016.

## Source
- (en) Cet article est partiellement ou en totalité issu de l’article de Wikipédia en anglais intitulé « Carlyle, Illinois » (voir la liste des auteurs).